# Viridigona viridis
Viridigona viridis är en tvåvingeart som först beskrevs av Van Duzee 1913.  Viridigona viridis ingår i släktet Viridigona och familjen styltflugor.
Artens utbredningsområde är Tennessee. Inga underarter finns listade i Catalogue of Life.